# Reverdecer
 Reverdecer es un álbum de estudio de María Dolores Pradera, grabado en 1988. El trabajo discográfico incluye solamente tres canciones prácticamente inéditas.

## Pistas
| Reverdecer |                                |          |  |
| N.º        | Título                         | Duración |  |
| 1.         | «Habaneras de Cádiz»           | 4.24     |  |
| 2.         | «Nana para un niño con suerte» | 3.20     |  |
| 3.         | «Cuando ya no me quieras»      | 2.59     |  |

- Datos: Q5406764